# Hard Candy
Hard Candy je enajsti studijski album ameriške pevke Madonne. Izdan je bil 25. aprila 2008 pod okriljem založbe Warner Bros. Records. Razen tretje kompilacije uspešnic je bil to njen zadnji album pri tej založbi. Album je bil na prvem mestu po prodajanosti v 37 državah in je bil enajsti najbolje prodajan album leta 2008. Madonna je album promovirala na turneji Sticky & Sweet.

## Glasbeni stil
Za Madonno svež glasbeni stil na albumu je urbani pop, v celoti pa je izdelek primarno dance pop (plesni pop). Kritiki so ga označili za Madonnin najbolj ambiciozen projekt do sedaj. Skupina Pet Shop Boys je bila kontaktirana za nekaj skladb na albumu, a je Warner Bros. sodelovanje prekinil, saj naj bi se odločili za bolj R&B prizvok. Producent Timbaland je album opisal kot R&B verzijo pesmi "Holiday", njenega hita iz leta 1983.

## Singli
"4 Minutes"
Feat. Justin Timberlake in Timbaland. Prvi singl z albuma in tudi najbolj uspešen. Dosegel #3 v ZDA in #1 okoli sveta. Izdan marca/aprila 2008.
"Give It 2 Me"
Drugi singl, izdan junija 2008. Manjši uspeh, #1 v šestih državah in top 10 v osmih drugih. Plesni hit v ZDA.
"Miles Away"
Tretji in zadnji singl, izdan oktobra/novembra 2008. Bolj ali manj neuspeh, dosegel top 40 v nekaj državah. Tretji plesni hit z albuma v ZDA.

## Promocija
Sedem skladb z albuma je bilo mogoče kupiti že teden pred uradnim izidom ("Candy Shop", "Miles Away", "Give It 2 Me", "Heartbeat", "Beat Goes On", "Devil Wouldn't Recognize You" in "She's Not Me"), video za prvi singl "4 Minutes" pa je bil v določenem obdobju prednaložen na nekatere modele telefonov Samsung in Sony Ericsson. Na omrežju MySpace so bile štiri dni pred izidom ekskluzivno predvajane vse skladbe z albuma. Zadnja epizoda televizijske serije Grda račka je vključevala pesmi "Candy Shop", "Spanish Lesson" in "Miles Away", pa tudi singl iz leta 2006, "Jump". Madonna je imela štiridesetminutne promocijske koncerte v Parizu, New Yorku in Maidstonu.
Album je bil nadaljnjo promoviran s turnejo Sticky & Sweet.

## Uspeh

### Kritike
Odziv glasbenih kritikov je bil, tako kot za njen prejšnji album, Confessions on a Dance Floor, večinoma pozitiven. Označili so ga za pustolovski urban dance pop izdelek s citati kot "ponovna odkritev korenin kot kraljica disca" in "kadar Hard Candy postaja dolgočasen, se vedno zgodi kakšno presenečenje".
Vendar je album dobil tudi negativne kritike. Delo producenta Timbalanda je bilo povezano z delom z Nelly Furtado, drugi so ga primerjali z Britney Spears in Gwen Stefani. Citat: "talenti neke osebe se izgubijo v ponavljajočem recikliranem dance popu".

### Prodaja
Album je debitiral na prvem mestu glasbenih lestvic v sedemintridesetih državah, vključno z ZDA, Združenem kraljestvom in Slovenijo. Kljub temu začetek prodaje ni bil tako uspešen kot za njen prejšnji studijski album. Madonna je po celem svetu prodala več kot 4.000.000 le-teh.

## Seznam skladb
1. Candy Shop
2. 4 Minutes (feat. Justin Timberlake in Timbaland)
3. Give It 2 Me
4. Heartbeat
5. Miles Away
6. She's Not Me
7. Incredible
8. Beat Goes On (feat. Kanye West)
9. Dance 2night
10. Spanish Lesson
11. Devil Wouldn't Recognize You
12. Voices